# Carla Hesse
Carla Alison Hesse (* 24. Juli 1956 in Berkeley) ist eine US-amerikanische Historikerin.

## Leben
Sie erwarb 1978 den BA (Honours) an der University of California, Santa Cruz (Geschichte und französische Literatur), 1982  den MA an der Princeton University und 1986 den PhD (Res publicata. The printed word in Paris, 1789–1810) an der Princeton University. Sie lehrte als Assistant Professor für Geschichte an der Rutgers University (1987–1989). Sie lehrt seit 1989 an der University of California, Berkeley (Assistant Professor, Associate Professor und Professorin).
Ihre Forschungsinteressen sind das Europa der Frühen Neuzeit, 16.–20. Jahrhundert Frankreich, europäische Geistesgeschichte und 17.–20. Jahrhundert.
2007 erhielt Hesse den Wissenschaftspreis der Aby-Warburg-Stiftung, 2010 wurde sie in die American Academy of Arts and Sciences gewählt.

## Schriften (Auswahl)
- Publishing and cultural politics in revolutionary Paris 1789–1810. Berkeley 1991, ISBN 0-520-07443-2.
- The other Enlightenment. How French women became modern. Princeton 2001, ISBN 0-691-07472-0.